# Данијар Усенов
Данијар Токтогулович Усенов (кирг. Данияр Токтогулович Үсөнов, рођен 9. марта 1960) је бивши премијер Киргистана. Постављен је на дужност 24. октобра 2009. године након оставке Игора Чудинова. Пре овог постављења обављао је функцију заменика премијера од 2005. године до 2007. године и градоначелника Бишкека од 2007. године до 2008. године. Усенова је за позицију премијера, попут његовог претходника, номиновала Ак Жол странка, која је освојила већину гласова у парламенту на изборима који су одржани 16. децембра 2007. године. Постављење је потврдио председник Курманбек Бакијев. Поднео је оставку у априлу 2010, након немира у којима је свргнут председник Курманбек Бакијев.

## Биографија
Дипломирао на Политехничком Институту Фрунзе 1982. године, а од 1984. године је радио као инжењер за механизацију и аутоматизацију производње Централне лабораторије киргиског рудника уранијума у граду Кара-Балта. Од 1990. године до 1993. године служио је као први заменик председника градског извршног комитета Кара-Балте, као заменик управника градске управе Кара-Балте, као помоћник управника Чујске обласне управе. Дипломирао на Правном факултету на Државном универзитету Киргистана 1992. године.
- Од 1993. до 1994 — Извршни директор Киргиско-Британске инвестиционе компаније.
- Од 1995 — посланик и потпредседник тадашње Законодавне скупштине Киргистана, председник Одбора за порезе, накнаде, царине, банке и банкарске активности.
- Од марта 2005. до фебруара 2007 — заменик премијера Киргистана.
- Од фебруара до јуна 2007 — Први потпредседник Владе Киргистана.
- Од октобра 2007. до јула 2008 — градоначелник Бишкека.
- Од јула 2008 — директор Управног одбора Фонда за развој Киргистана.
- Од јануара до октобра 2009 — руководилац председничке администрације Киргистана.
- Од октобра 2009 — постављен за премијера Киргистана.
- Април 2010 — поднео оставку након великих немира и оптужио Русију за рушење власти у Киргистану.

## Породица
Данијар Усенов је ожењен и има четворо деце. Супруга Динара Шертаевна Исаева је народни посланик у Скупштини Киргистана (Жогорку Кенеш).